# Eskil de Tuna

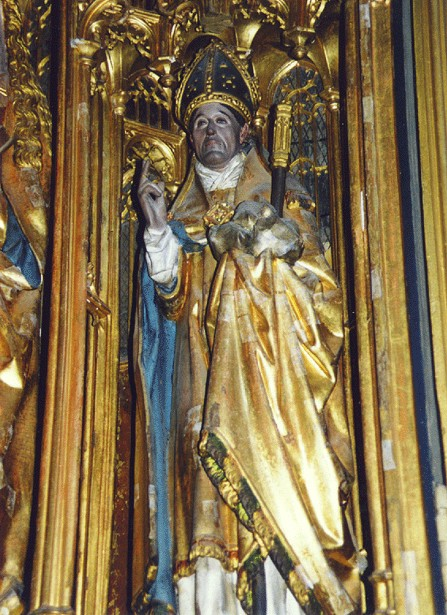
Imagen de San Eskil, en la Iglesia de Ytterselö, en Strängnäs, Suecia.

Eskil o Esquilo (fl. siglo XI) fue un monje anglosajón misionero en Suecia, mártir y santo católico y, junto con Botvid, uno de los santos patrones de Södermanland. También es el apóstol de Närke.
Lo que se sabe de él tiene en parte su origen en leyendas medievales. En sus representaciones lleva unas piedras en la mano, símbolo de que murió lapidado. 
Eskil era un monje proveniente de Inglaterra que llegó a Suecia para propagar el cristianismo, en tiempos del rey Inge I. Fue designado por San Sigfrido como el primer obispo y misionero "de todas las tierras al norte del lago Vänern". Eskil estableció su diócesis en el pueblo de Tuna, donde levantó un monasterio. Hoy la ciudad en que se convirtió aquel pueblo se llama Eskilstuna.
Alrededor de 1080, Eskil viajó 30 km desde Tuna hasta Strängnäs, un lugar sagrado para los vikingos, donde los seguidores del rey pagano Blot-Sven ofrecían animales en sacrificio a los dioses. Allí, Eskil comenzó la labor de evangelización entre los pobladores del lugar, hecho que irritó a los paganos y que ocasionó que el monje fuera lapidado.
Los seguidores de Eskil decidieron llevar el cuerpo del misionero a Tuna, en cuyo monasterio sería sepultado. Poco después, Tuna recibió privilegios de ciudad y cambió su nombre a Eskilstuna. La localidad de Strängnäs se convirtió después al cristianismo y la diócesis de Eskil se mudó hacia allá (actualmente existe la Diócesis de Strängnäs). La Catedral de Strängnäs se erigió en el supuesto sitio de los rituales paganos. En las afueras de Strängnäs existe en la actualidad un manantial, llamado la fuente de San Eskil, que supuestamente brotó por milagro del santo.
La veneración de Eskil se extendió por Suecia, Dinamarca y Noruega. Hay reliquias en la iglesia de Eskilstuna, en otras iglesias de Suecia, así como en Roskilde y Copenhague en Dinamarca.